# 姦獄学園 〜学園公認、恥辱の課外授業〜
『姦獄学園 〜学園公認、恥辱の課外授業〜』（かんごくがくえん がくえんこうにん、ちじょくのかがいじゅぎょう）は、Liquidから2010年8月27日に発売されたアダルトゲーム。

## あらすじ
階級制による差別化が激しい日本。両親を政治犯として収容されてしまった少女・皆瀬清華は、弟・皆瀬聖司の入院費を捻出するため、エリートとして認められて一級市民の権利を得ようと、エリート育成学園「北都中央学園」への入学を決意する。
しかし、それは清華にとって恥辱と快楽と破滅への始まりでもあった。

## 世界観
市民権階級制度
作中の日本は階級により差別化され、「一級市民」と「二級市民」、そして戸籍を停止された「市民権停止」に分けられている。また、人権すらなく戸籍を含む全てが抹消されて人間として扱われない、「下賎」も存在している。
北都中央学園
政府が運営し、山中に存在するエリート養成学園。全寮制で、表向きはエリートを育成するべく徹底した教育を行い、卒業者には一級市民権が約束されている。しかし、女生徒に限っては二流市民の「訳有り」も入学できるようになっており、特別カリキュラムとして「男性への奉仕活動」も盛り込まれている。そして、一流の「性奴隷」へ育成・調教された者は、各界の著名人へ「性徒」として供給される。

## 登場人物
皆瀬 清華（みなせ さやか）
声：三郷綾夢
ヒロイン。かつては優れた一級市民だったが、階級制に不満を持つ士官の父を母共々政治犯として収容されており、弟・聖司の入院費を稼ぐために一級市民権を求め、入学した。長い黒髪や発育の良い肢体など容姿も優れているため、入学直後から欲望の的となる。
霧島 勇希（きりしま ゆうき）
声：氷室百合
長身かつボーイッシュで水泳部所属の二級市民。貧しい実家を救うためにスポーツ系のエリートを目指し、それに必要な一級市民権を求めて入学し、恥辱に耐える毎日を過ごしている。水泳で鍛えられて引き締まった肢体と、巨乳の持ち主。
高村 梢恵（たかむら こずえ）
声：東かりん
清華のクラスメイト。孤児院が市民権を得させるべく、学園へ送った孤児。波乱に満ちた人生を送ってきたため、カリキュラムを「これも人生だ」と受け入れ、数々の性行為も無感情に受け入れている。
大代 緑（おおしろ みどり）
声：芹園みや
清華のクラスメイト。かつては資産家の娘だったが、両親に実家を追い出されたため、政府中枢へ近付いて両親を見返してやろうと画策し、入学した。わがままな性格だが、性行為については訓練の範疇と割り切って積極的に行うため、男子生徒の人気は高い。しかし、拘束や目隠しなど身体の自由を奪われるような性行為は嫌がる。
相場 泉（あいば いずみ）
声：佐倉もも花
学園の特待生で、優しさと容姿から学園で一番人気がある。長い学園生活で性技に長けており、カリキュラムにも率先して参加する。それと同様に男性への奉仕感も強く、時には教師の指令にも従順に従い、他の女子生徒を堕とすことも厭わない。
皆瀬 聖司（みなせ せいじ）
清華の弟。生まれつき心臓が悪く、入院生活を送っている。整った顔立ちと、年齢に似合わないほどの巨根の持ち主。